# František Obžera
František Obžera (* 20. října 1949 Bratislava) je slovenský spisovatel, dramatik, scenárista, režisér, dabér a herec.

## Filmografie

### Filmy
- Operácia Raketa (TV film, 1974)
- Chlapské leto (TV film, 1975)
- Milosrdný čas (film, 1975) ako pomocný dozor pri vchode
- Príbeh o Fatime a Omarovi (TV film, 1975)
- Krasava (TV film, 1988)

### TV seriály
- Naši synovia (1975)
- Nepokojná láska (1975)

## Režie

### Filmy
- Samej je mi smutno (TV film, 1983)
- Zatmenie slnka (TV film, 1986)
- Daniela (TV film, 1987)
- Chlapská dovolenka (TV film, 1988)
- Krasava (TV film, 1988)
- Blšiak (TV film, 1989)

### Dabing
- 1988: Vladimír Holan, František Obžera – Malý Muk ako Muž 2

### Rozhlasové hry
- 1984: František Obžera – Tri krát tri je deväť
- 1985: František Obžera – Včielka Maja a jej dobrodružstvá
- 1985: František Obžera – Herci v zásterách
- 1986: František Obžera – Ako išla škola poza školu
- 1988: Vladimír Holan, František Obžera – Malý Muk

## Díla
- 1983: Samej je mi smutno (TV film)
- 1984: Tri krát tri je deväť
- 1986: František Obžera – Už len dve desatiny (rozhlasová hra)
- 1988: Krasava (TV film)
- 1988: Vladimír Holan, František Obžera – Malý Muk (rozhlasová hra)